# Addison Montgomery
Addison Adrianne Forbes Montgomery (anteriormente Montgomery-Shepherd), M.D., F.A.C.S, F.A.C.O.G, é uma personagem fictícia das séries de televisão da ABC, Grey's Anatomy e Private Practice, interpretada pela atriz Kate Walsh. Addison é uma cirurgiã neonatal de renome mundial com certificações em obstetrícia e ginecologia e medicina materna e fetal. Além disso, ela é pesquisadora de genética médica. Ela trabalha na Seaside Health & Wellness Center (antiga Oceanside Wellness Group), uma clínica fictícia localizada em Santa Monica, Califórnia.
Addison se juntou à série no final da primeira temporada como esposa separada de Derek Shepherd (Patrick Dempsey). Inicialmente definido para uma passagem de convidada recorrente em Grey's, a personagem de Walsh se expandiu para uma posição regular na série, enquanto Shonda Rhimes gostava da interpretação de Walsh. Depois que a história do triângulo amoroso foi resolvida, Rhimes criou um spin-off baseado no personagem, Private Practice, que viu Addison se mudar para Los Angeles para começar de novo, depois de duas temporadas como membro regular do elenco. O spin-off durou seis temporadas, com Walsh decidindo aposentar o personagem depois de oito anos de retratá-la.

## História

### História de fundo
A maior parte do passado de Addison é apresentada de forma não linear, revelada principalmente na segunda temporada de Grey's Anatomy e na segunda e terceira temporada de Private Practice. Addison é filha de pais ricos e tem um fundo fiduciário de US$ 25 milhões. O pai de Addison é apelidado de "O Capitão" e é um médico que ensina medicina em uma universidade onde Addison o assistia quando criança. Seu pai costumava passar um tempo com a filha como pretexto para seus muitos casos. A mãe de Addison é Beatrice "Bizzy" Forbes Montgomery e seu irmão, Archer, é um neurologista de renome mundial e autor de sucesso. Addison conheceu seu ex-marido, Derek Shepherd, na faculdade de medicina. Embora nunca tenha sido declarado na série, isso significaria que ela frequentou a Faculdade de Médicos e Cirurgiões da Universidade de Columbia, em Nova York. Ela conheceu os futuros colegas Sam e Naomi Bennett lá também. Addison e Derek começaram a trabalhar em Nova York, o que prejudicou o casamento. O casamento deles foi problemático o que levou à decisão de Derek de deixar Nova York. É revelado tanto em Grey's Anatomy quanto em Private Practice que a mãe de Derek não aprovou a Addison (optando por dar o anel do marido morto à segunda esposa de Derek, Meredith Grey) e o irmão de Addison, Archer, não gostavam de Derek. Derek mais tarde admitiu que ele era culpado por ser um marido ausente. O caso de Addison com o melhor amigo de Derek, Mark Sloan, impulsiona ainda mais a decisão de Derek deixar Nova York. Addison tentou brevemente ter um relacionamento com Mark, o que a levou a engravidar. Ela fez um aborto porque ainda estava apaixonada por Derek e, quando Mark a traiu, ela se mudou para Seattle.

### EmGrey's Anatomy
A personagem Addison aparece pela primeira vez na primeira temporada de Grey's Anatomy, chegando ao comando de Richard. Ela tenta se reconciliar com Derek, apesar de seu relacionamento com Meredith Grey, mas ele ainda está bravo com ela, e há um período de antagonismo entre eles. A presença de Addison, no entanto, revigora seu relacionamento, e, finalmente, leva a Derek escolhendo Addison sobre Meredith, apesar de Derek, eventualmente, admitir que ele se apaixonou por Meredith. Eles tentam retornar à sua antiga vida, tendo residência em seu trailer, e Addison se torna a chefe de um serviço cirúrgico exclusivo, integrando cirurgia neonatal e obstetrícia e ginecologia. Ela percebe que Derek ainda tem sentimentos por Meredith, e seu casamento é testado ainda mais quando Mark chega em Seattle à procura de Addison. Mark faz Addison perceber que Derek está apaixonado por Meredith e que ele (Mark) a ama. Derek dorme com Addison depois que ele vê que Meredith seguiu em frente. Quando Addison descobre que Derek fez sexo com Meredith, ela fica bêbada e dorme com Mark. Ele pede um relacionamento, mas ela o rejeita.
Durante a segunda temporada, Addison pune Alex Karev, colocando-o em seu serviço, porque ele quase a prendeu. No entanto, na terceira temporada, ela começa a sentir uma atração por Alex e acaba dormindo com ele, apenas para descobrir que ele não está interessado em um relacionamento com ela. Sentindo-se sozinha, Addison decide ter um bebê e visita Naomi Bennett, que é especialista em fertilidade. Isso introduz a transição de Addison de Grey's Anatomy para seu spin-off, já que serve como o episódio piloto para Private Practice. Logo depois, Addison decide deixar Seattle e se mudar para Los Angeles, juntando-se a Oceanside Wellness, liderado por Sam e Naomi. Isso marca a saída de Addison de Grey's Anatomy como membro regular. Ela continua fazendo aparições até a oitava temporada

### EmPrivate Practice
No primeiro episódio da série, Addison é levada a se sentir mal recebida pelos outros médicos, mas permanece. Addison é atraída por Pete Wilder, o especialista em medicina alternativa da clínica. Quando Pete a leva em um encontro, Addison decide que eles devem ser amigos e nada mais, e em vez disso aceita um encontro com Kevin, um policial que ela conheceu através do trabalho. Em um episódio cruzado, Addison retorna brevemente ao Seattle Grace para ajudar com um paciente. Antes de sair, Addison aconselha Meredith a não deixar Derek fugir.
Na segunda temporada, Addison descobre com Naomi que a clínica está fracassando financeiramente. Ela conta isso para Sam, contra a vontade de Naomi, e, sentindo-se traída, Naomi rompe sua amizade com Addison. Addison, inadvertidamente, pede à equipe para que votem entre Sam e Naomi, e se surpreende quando, em vez disso, ela é eleita para liderar a clínica como diretora.
O relacionamento de Addison com Kevin é testado quando seu irmão Archer diz a Kevin que ele não é bom o suficiente para ela. Addison o tranquiliza, mas faz com que eles se separem mais tarde. Addison fica surpresa quando Archer começa a trabalhar para o Pacific Wellcare Center, uma clínica rival. Quando ele tem múltiplas convulsões e acredita ter um tumor no cérebro, Addison pede a Derek que trate Archer em outro episódio cruzado com Grey's Anatomy. Derek descobre que ele tem parasitas em seu cérebro e os remove com sucesso. Naomi e Archer começam a namorar, o que coloca alguma tensão na amizade entre Addison e Naomi. Addison também namora um homem que mais tarde se revela casado. Também durante este tempo, é revelado que a mãe de Addison, Bizzy, é uma lésbica que tem tido um longo relacionamento com sua melhor amiga. Addison está com raiva porque ela sempre culpou seu pai por seus muitos casos e ficou com raiva de como ele tratou Bizzy, não percebendo que sua mãe era a única em um relacionamento extraconjugal sério. O pai de Addison está ciente do caso de sua mãe, mas eles decidiram há muito tempo que ficariam casados um com o outro porque Bizzy não está confortável com os outros sabendo sobre sua sexualidade. Embora o relacionamento com seus pais seja tenso com isso, no final eles fazem a paz.
Addison e Sam começam a desenvolver sentimentos um pelo outro. É revelado que, na faculdade, Sam queria convidar Addison, mas estava nervoso demais, e ele acabou convidando Naomi. Eles compartilham um beijo depois de uma terrível provação quando tentaram salvar um casal que sofreu um acidente de carro devastador. Eles se beijam novamente quando Addison decide dormir na casa de Sam. Addison e Sam se aproximam, mas ela decide interromper o relacionamento em desenvolvimento, preocupada com as consequências de sua amizade com Naomi. Addison revelou que ela estava apaixonada por Sam e Pete, e então ela decidiu começar um relacionamento com Pete, enquanto Sam estava com outra médica. Apesar deles estarem com outras pessoas, eles ainda mostram que eles nutrem sentimentos um pelo outro, incluindo inveja quando veem o outro com seus atuais namorados. Depois que Sam se torna solteiro novamente, ele beija Addison novamente. Embora ela estivesse com Pete, ela beija Sam de volta e Pete os pega. Apesar disso, eles ficam juntos. Naomi termina sua amizade com Addison depois que ela descobre sobre Sam e Addison. No final da temporada, Addison tem que operar Maya Bennett, sua afilhada, que sofreu um acidente de carro a caminho do hospital para dar à luz. Ela e Naomi então fazem as pazes. Addison termina com Pete, e ela e Sam finalmente se tornam um casal. Embora Addison queira ter filhos, Sam diz a ela que ele não está pronto para ter mais filhos, já que ele quer ter tempo em seu romance. Sam e Addison terminam seu relacionamento e Addison vai a um encontro com um homem chamado Jake (Benjamin Bratt). Ele a convida para ir para Fiji com ele, e embora ela inicialmente concorde, no final ela escolhe voltar para Sam.
No início da quinta temporada, Sam e Addison estão juntos novamente, embora eles se separem novamente, pois ele ainda não está pronto para se comprometer com o casamento e uma família com ela. Jake é contratado pela clínica, o que a princípio deixa Addison desconfortável. Jake é um médico muito talentoso cuja especialidade é ajudar mulheres com problemas de fertilidade a engravidar. Ele se torna o médico de Addison e a ajuda a tentar engravidar usando fertilização in vitro. Ao longo da temporada, Addison e Jake se aproximam. É revelado que Jake teve uma esposa, Lily, que era viciada em drogas e morreu de uma overdose. Ele adotou sua filha Angela, que é destaque nas duas últimas temporadas do show. Ela é frequentemente mostrada aconselhando seu pai e encoraja-o a buscar um relacionamento com Addison, por quem ele claramente tem sentimentos. Embora Addison ainda tenha sentimentos por Sam, ela também tem sentimentos por Jake, que quer se casar e ter filhos. Em mais de uma ocasião, Addison e Jake se beijam, e ambos admitem ter sentimentos um pelo outro. Embora Addison decida interromper os tratamentos de fertilidade, seu sonho de ter um filho finalmente se torna realidade quando ela adota um menino chamado Henry. Sam começa a se arrepender de sua decisão de deixar Addison, e dá desculpas para passar o tempo com Henry, mas Addison decide se concentrar em seu bebê, em vez de buscar um relacionamento com Sam ou Jake. No final da temporada, Addison e Jake fazem sexo. Em um dia, quando Addison chega em casa, Sam está lá com Henry e ele propõe casamento a Addison. Não é revelado o que ela diz, mas também vemos que Jake está a caminho de sua casa com flores e comida chinesa.
No início da sexta temporada, descobrimos que Addison rejeitou Sam e agora está buscando um relacionamento com Jake. Jake e Addison começam a morar juntos depois que ela admite estar apaixonada por ele. Ela então propõe casamento a ele. Embora inicialmente ele não lhe dê uma resposta, no decorrer do episódio ele se fecha e conversa com sua esposa falecida e percebe que Addison é com quem ele quer passar o resto de sua vida. Quando Addison chega em casa, Jake acendeu velas e forrou a sala de estar com pétalas de rosa, levando ao convés onde ele está esperando por ela de terno e gravata. Ele diz a ela para perguntar de novo, e lhe dá um anel. No episódio final de Private Practice, Jake e Addison se casam e estão começando o resto de suas vidas.

## Desenvolvimento

### Casting e criação
"Descobri que tinha inúmeras histórias para escrever para ela. Grey's é principalmente sobre jovens iniciando suas carreiras. Eu percebi que Kate poderia ancorar um show sobre pessoas 10 anos mais velhos — o que acontece se eles não alcançaram seus sonhos, ou se eles alcançaram?"

— Shonda Rhimes sobre a criação de um show centrado no personagem de Kate Walsh
Kate Walsh apareceu pela primeira vez como Addison em Grey's Anatomy. O personagem foi inicialmente planejado para aparecer em vários episódios, mas rapidamente se tornou regular no programa antes de partir para Private Practice. Em junho de 2012, Kate Walsh anunciou no Bethenny que a sexta temporada de Private Practice seria sua última. "Foi uma jornada incrível e um passeio incrível, e estou imensamente grata. É agridoce. É um grande capítulo da minha vida. Foram oito anos," ela disse.

### Caracterização
Montgomery foi inicialmente descrito como "fria e implacável". Com o passar dos episódios, notou-se que os escritores haviam "suavizado" o personagem. Walsh a resumiu como "uma garota que você gosta de odiar". Ela disse sobre a transição de Montgomery do final da primeira temporada de Grey's Anatomy para a segunda: "Agora ela é uma gata sem bigode — um pouco desequilibrado e deixando uma bagunça por todo o hospital. Ela está um pouco desajustada agora, está se desfazendo."
Walsh sentiu que Montgomery se tornou "mais forte" e "mais centrada" entre a primeira e a segunda temporada de Private Practice, "Inicialmente, ela ainda está em pé, ainda não tem muita certeza e é um pouco vacilante, e então você vê que ela recuperou o ritmo." Além disso, Walsh disse sobre o personagem que "ela é imperfeita, arrogante e muito boa no que faz. E não importa o que aconteça, ela se recompõe e segue em frente. Ela continua tentando". Walsh expressou satisfação com a evolução da vida amorosa de Montgomery porque "a única coisa que vimos nela em Grey's Anatomy foi o lado feio do triângulo Derek/Meredith. E também, é claro, Mark Sloan, mas não havia amor de verdade lá." Ela disse que o relacionamento de seu personagem com Kevin Nelson (David Sutcliffe) é diferente do que acontece com Pete Wilder (Tim Daly) ou Derek Shepherd (Patrick Dempsey); "É realmente divertido ver todo esse outro lado dela que nunca vimos. Fiquei impressionada com essa pequena epifania do tipo: 'Oh, nunca vimos Addison com alguém ou alguém que gosta dela de volta'."

## Recepção
TV Guide disse da passagem de Walsh em Grey's Anatomy: "Kate Walsh chuta a bunda como Addison, e espero que ela fique por perto. Ela acrescenta tempero a um show já quente." Joel Keller, da AOL TV, ficou desapontado com a evolução do personagem de Grey's Anatomy para Private Practice durante sua primeira temporada, dizendo que ela "passou de forte e engraçada para chorona e apaixonada". Keller ficou feliz em observar alguma maturidade nas histórias da segunda temporada e que o que ele gostava nela, "a capacidade de executar procedimentos cirúrgicos complicados, mesmo enquanto tudo em sua vida pessoal está em caos", foi reintroduzido. No momento em que Private Practice terminou, Margaret Lyons, da New York Magazine, considerou a personagem "divertida" e acrescentou: "Mesmo quando a tragédia a atingia a cada momento em PP, ela ainda era meio atrevida, inteligente e interessante". Montgomery apareceu na lista de personagens mais intrigantes da TV da Comcast. Glamour Magazine a nomeou uma das 12 personagens mais elegantes da TV. Ela foi listada nos "10 médicas mais gostosas do Wetpaint na TV" e nos "16 médicos mais quentes na televisão do BuzzFeed.
Em 2006, Walsh estava entre o elenco de Grey's Anatomy para ganhar o Satellite Award de melhor elenco em série de televisão. O elenco, incluindo ela, foi indicado para o Screen Actors Guild Award para melhor elenco em série de drama, onde eles venceram em 2007, e foram nomeados novamente no ano seguinte. Por seu trabalho em Private Practice, Walsh ganhou uma indicação para atriz de drama de TV favorita no 37º People's Choice Awards.